# برادران (فیلم ۲۰۲۴)
برادران (به انگلیسی: Brothers) یک فیلم کمدی اکشن آمریکایی محصول ۲۰۲۴ به کارگردانی مکس بارباکو از فیلم‌نامه‌ای به نویسندگی میکن بلیر است بر اساس داستانی از ایتان کوئن ساخته شد. این فیلم با بازی جاش برولین و پیتر دینکلیج در نقش برادران اصلی، توسط لجندری پیکچرز تولید شده است و ۱۰ اکتبر ۲۰۲۴ توسط آمازون ام‌جی‌ام استودیوز منتشر شد.

## بازیگران
- جاش برولین
- پیتر دینکلیج
- تیلور پیج
- گلن کلوز
- برندن فریزر
- ویلیام توکارسکی [en]

## تولید
در ۲۸ فوریه ۲۰۱۹، اعلام شد که لجندری پیکچرز پروژه را در یک جنگ پیشنهاد خرید به‌دست آورده است و ایتان کوئن قرار است فیلمنامه را بنویسد. جاش برولین و پیتر دینکلیج برای بازی در این فیلم و همچنین تهیه‌کنندگی در کنار اندرو لازار همراه بودند. گفته می‌شود که این فیلم کاملاً به دوقلوها به کارگردانی ایوان رایتمن می‌پردازد که محوریت آن دو دوقلو بعید با بازی آرنولد شوارتزنگر و دنی دویتو است. میکن بلیر بعداً برای کارگردانی فیلم و نوشتن فیلمنامه با کوهن در ۳۰ آوریل ۲۰۲۰ ملحق شد در ۳ ژوئن ۲۰۲۱، گلن کلوز به بازیگران اصلی پیوست و مکس بارباکو، بازیگر پالم اسپرینگز جایگزین بلر به عنوان کارگردان شد. دو ماه بعد، برندن فریزر و تیلور پیج به بازیگران اصلی اضافه شدند.
تصویربرداری اصلی در اوت ۲۰۲۱ در آتلانتا انجام شد.

## انتشار
در اکتبر ۲۰۲۳، آمازون ام‌جی‌ام استودیوز حقوق پخش فیلم را به دست آورد. این فیلم در ۱۰ اکتبر ۲۰۲۴ در سینماهای منتخب ایالات متحده اکران شد. این فیلم سپس در ۱۷ اکتبر ۲۰۲۴ در آمازون پرایم ویدئو پخش شد.